# Zakharivka
Zakharivka (ukrainien : Захарівка, russe : Захарьевка, Zakharievka; de 1927 à 2016: Frounzivka, Фру́нзівка) est une commune urbaine de l'oblast d'Odessa, en Ukraine. Elle compte 5 237 habitants en 2021. Il compte aussi les anciens villages d'Adamivka, Baïerove, Katerynivka et Latiïvka.

## Géographie
La commune est traversée par la rivière Koutchourgan.

## Histoire
Des fouilles ont permis de trouver des restes du mésolithique et une tombe de la culture de Tcherniakhov (IIIe siècle av. J.-C. - VIe siècle av. J.-C.)
En 1798, le village comprenait 78 foyers où vivaient 249 habitants. Il devient en 1843, le centre administratif d'une volost de l'ouïezd de Tiraspol et fait partie du gouvernement de Kherson sur la route entre Odessa et Balta. Il s'y tient alors un marché hebdomadaire avec des chargements de céréales venant des steppes et des ports de la mer Noire. Le petit bourg accueille aussi un artisanat florissant: forgerons, tailleurs, selliers, chapeliers, etc. A la fin du XIXe siècle, il y avait 21 tailleurs, 12 cordonniers, 12 menuisiers, 8 forgerons. L'écrasante majorité des artisans, ainsi que des petits commerçants, étaient juifs. La population juive de Zakharievka à la fin du XIXe et au début du XXe siècle représentait la moitié de ses habitants.
En 1886, y vivaient 702 habitants dans 127 foyers. On y trouvait une église orthodoxe, deux synagogues, une taverne, un entrepôt de vin et une grande foire annuelle s'y tenait en plus des bazars hebdomadaires. La gare de chemin de fer se trouve à 9 verstes avec une auberge et à 12 verstes une maison de prière, plus loin à 16 verstes se trouve une autre gare de chemin de fer. Le village d'Adamovka comprenait une cinquantaine d'habitants dans douze fermes avec un moulin et une briqueterie. Le village de Katerinovka regroupait une douzaine d'habitants avec un chais pour le vin.
Environ 400 habitants de Zakharievka sont mobilisés pour la Première Guerre mondiale et une centaine meurt au front. Le bourg est renommé en Frounzovka en 1927 en hommage à Frounzé.

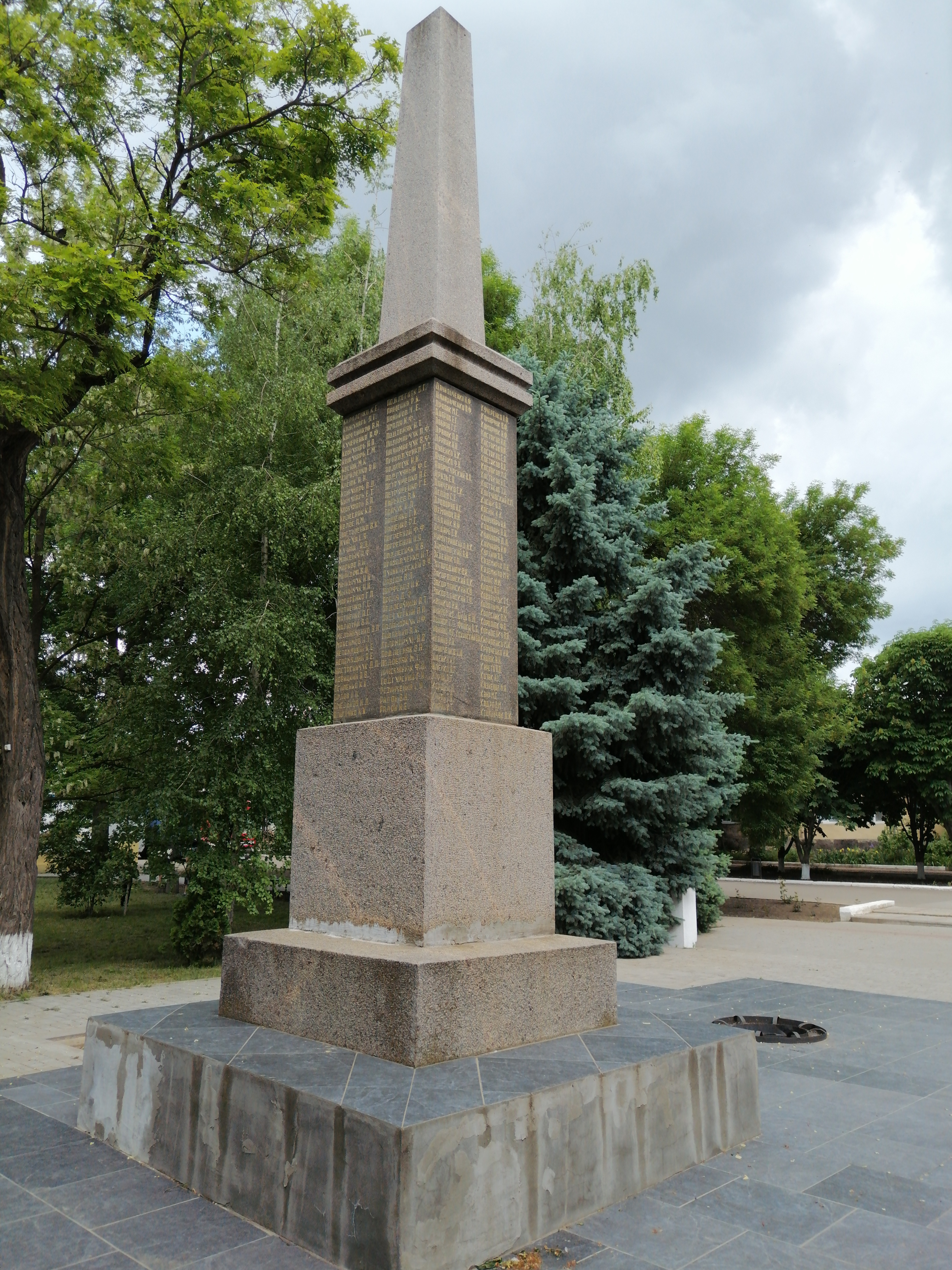
Monument aux anciens combattants de la Grande Guerre patriotique, fils de Zakharievka (Frounzovka à l'époque).

Pour la Grande Guerre patriotique de 1941-1945, ce sont plus d'un millier d'hommes qui sont appelés dans les rangs de l'Armée rouge. On compte 283 tués au front. Plus de 200 anciens combattants sont décorés de divers ordres et médailles.
En mai 1995, le cabinet des ministres de l'Ukraine privatise la coopérative de machines agricoles locale.
En 2016, Frounzovka redevient Zakharievka (ukrainisé en Zakharivka).

## Transport
La commune est traversée par les routes R33, Т-1614  et marque le début de la route О-162544.